# Novara Calcio
El Novara Calcio és un club de futbol d'Itàlia, de la ciutat de Novara, a la regió del Piemont. Va ser fundat el 1908 i refundat l'any 2021 amb el nom de Novara Football club.

## Estadi
Juga els seus partits com a local a l'Estadi Silvio Piola amb una capacitat per a 17.875 espectadors.